# Tarquinio Sini
Tarquinio Sini (né à Sassari le 27 mars 1891 et mort à Cagliari le 17 février 1943)  est un illustrateur et graphiste italien.

## Biographie
Tarquinio Sini est né à Sassari en 1891, au début du XXe siècle il s'installe avec sa famille à Cagliari, où il entre en contact avec les artistes les plus importants de la ville et entreprend l'étude du graphisme. En 1910, il s'installe à Turin et commence ainsi une série de collaborations avec des magazines satiriques comme dessinateur de bandes dessinées et une activité d'affichage pour l'industrie cinématographique.
Au milieu des années 1920, il  retourne en Sardaigne, où il a trouvé un climat très différent de celui qu'il connaissait bien : l'art insulaire est partagé entre les traditionalistes, qui visent à une ré-élaboration des anciens motifs et styles sardes, et ceux qui soutiennent et sont inspirés par les mouvements artistiques les plus modernes. 
Sa première exposition à Cagliari remonte à 1927. Entre-temps, il se consacre à la publicité graphique, à la création d'affiches et de calendriers, à la fois sur la péninsule et dans son pays natal. En 1930, il s'installe à Milan, où il travaille comme illustrateur de publicité et de livres pour enfants.
Il meurt à Cagliari en février 1943 à l'âge de cinquante-deux ans, sous le premier bombardement sur Cagliari, frappé par un débris en cherchant refuge dans la crypte de l'église de Santa Restituta, utilisée comme refuge pendant la Seconde Guerre mondiale.
Certaines de ses œuvres se trouvent au Musée MAN de Nuoro, dans la Galerie d'Art Municipal et à la collection sarde Luigi Piloni  à Cagliari  et au Musée Civique de Trévise.